# جون كادمان، بارون كادمان الأول
جون كادمان (بالإنجليزية: John Cadman, 1st Baron Cadman)‏ منقب مناجم التعدين وباحث ومكتشف ومهندس نفط وعضو في زمالة الجمعية الملكية البريطانية. كانت ولادة جون كادمان المعروف بالبارون كادمان سنة 1877م، في المملكة المتحدة، وتخرج جيولوجي من جامعة درهيم سنة 1899م، ثم درس في جامعة بيرمينغهام الهندسة البترولية سنة 1911م، ولقد تولى عدة مهام في حياته العملية حيث كان منقباً جيولوجياً سنة 1902-1907م في مجال مناجم التعدين في مستعمرة ترينيداد وتوباغو البريطانية كما تولى منصب المدير التنفيذي لشركة أنجلو فارسية وحمل من خلالها منصب سفير النفط في منطقة الخليج العربي، إذ كانت لهُ بصمات على استخراج النفط من عدة دول ومنها البحرين والكويت وقطر وإيران، وتشهد المراسلات والوثائق التاريخية أهمية ما قام به البارون كادمان، والذي انضم لاحقاً لعضوية الزمالة في الجمعية الملكية البريطانية سنة 1940م، ومنح خلال حياته العملية والأكاديمية عدة أوسمة وألقاب، ومن أهمها لقب بارون منطقة سيلفرديل، ستافوردشاير التي تقع وسط المملكة المتحدة رسمياً سنة 1937م، وقد أطلق مجلس إدارة مدينة سيلفرديل أسمه على أحد شوارعها سنة 2007م، تكريماً لمساهمات البارون كادمان العلمية والأكاديمية والإدارية تحت مسمى (كادمان كلوز).

## وفاته
توفى جون كادمان في المملكة المتحدة عن عمر ناهز 64 عاماً، في 31 مايو 1941.